# Скокови у воду на Летњим олимпијским играма 1972.
Такмичења у скоковима у воду на Летњим олимпијским играма 1972. у Минхену, одржана су од 27. августа до 4. септембра На Олимпијском базену у Минхену. Такмичење се одржало у четири дисциплине, две у мушкој и две у женској конкуренцији. Скакало се са одскочне даске на 3 метра и са торња високог 10 метара у обе конкуренције. 
Учествовао је 91 такмичар 50 мушкараца и 41 жена из 25. земаље, Најмлађи учесник био је Ники Стајковић из Аустрије са 13 гидина и 187 дана, а најстарији Клаус Концор из Западне Немачке са 31 јодоном и 347 дана.
Медаље је исвајало 6 земаља, а најуспешнији су били представници Италије и САД који су освојили по 3 медаље ид сцаке вресте ои једбу, У појединачниј конкуренцији троје скакача освојили су по 2 медаље, а науспешнија је била Швеђанка Улрика Кнапе са једном златном и једном сребрном медаљом.
Учествовао је 91 такмичар 50 мушкараца и 41 жена из 25. земље, од којих су само две освајале медаље.

## Земље учеснице
1. Аустралија (1+0)
2. Аустрија (1+2)
3. Канада 8 (3+5)
4. Колумбија 2
5. Чехословачка (3+0)
6. Источна Немачка 7
7. Финска 2
8. Француска 3
9. Уједињено Краљевство 8
10. Индонезија 1
11. Италија 2
12. Јамајка 1
13. Јапан 3
14. Мексико 4
15. Холандија 2 (1+0)
16. Норвешка 1
17. Пољска 3
18. Порторико 1
19. Румунија 3
20. Совјетски Савез 9
21. Шпанија 2
22. Шведска 2
23. Швајцарска 1
24. Сједињене Америчке Државе 8
25. Западна Немачка 9

## Освајачи медаља

### Мушкарци
Мушкарци су у дисциплини скокова са одскочне даске од 3 метра скакали у квалификацијама по осам скокова, а у финалу су скакали 3 слободна скока беѕ гренице степена тежине скока. Коначан пласман је одређен комбиловањем са резултатима скокова у квалификацијама., У скоковима са торња у квалификацијама скакано је 7 скокова, а у у финалу три. Пласман се исто као и код скокова са даскеодређен комбиловањем са резултатима скокова у квалификацијама.
| Дисциплина |                                  | Резултат |                                          | Резултат |                                           | Резултат |
| даска      | Владимир Васин · Совјетски Савез | 594,09   | Ђорђо Кањото · Италија                   | 591,63   | Крејг Линколн · Сједињене Америчке Државе | 577,29   |
| торањ      | Клаус Дибиаси · Италија          | 504,12   | Ричарг Ридзе · Сједињене Америчке Државе | 480,75   | {Ђорђо Кањото · Италија                   | 475,83   |

### Жене
Жене су у квалификацијама скокова са одскочне даске од 3 метра скакале по седам, а скоковима са торња по пет скокова, а финалима по  3 слободна скока беѕ гренице степена тежине скока. Коначан пласман је одређен комбиловањем са резултата и финалу са резултатима скокова у квалификацијама.
| Дисциплина |                                       | Резултат |                               | Резултат |                                 | Резултат |
| даска 3 м  | Мики Кинг · Сједињене Америчке Државе | 450,03   | Улрика Кнапе · Шведска        | 434,19   | Марина Јанике · Источна Немачка | 430,92   |
| торањ 10 м | Улрика Кнапе · Шведска                | 390,00   | Милена Духкова · Чехословачка | 370,92   | Марина Јанике · Источна Немачка | 360,54   |

## Биланс медаља
| Позиција   | Држава                    | Злато | Сребро | Бронза | Укупно |
| ---------- | ------------------------- | ----- | ------ | ------ | ------ |
| 1          | Италија                   | 1     | 1      | 1      | 3      |
| 1          | Сједињене Америчке Државе | 1     | 1      | 1      | 3      |
| 3          | Шведска                   | 1     | 1      | 0      | 2      |
| 4          | Совјетски Савез           | 1     | 0      | 0      | 1      |
| 5          | Чехословачка              | 0     | 1      | 0      | 1      |
| 6          | Источна Немачка           | 0     | 0      | 2      | 2      |
| Укупно (6) | Укупно (6)                | 4     | 4      | 4      | 12     |